# Паласит
Паласитите (P) (старо име литосидерити) са клас Каменно-железни метеорити, съдържащи никел-железен метал и значителни количества скалист материал, представен от силикати. Това са едни от най-красивите представители на метеоритите.
Това са силно диференцирани метеорити, които предоставят уникални проби от дълбоките вътрешности на родителските тела в Слънчевата система. Представляват особен интерес за науката, тъй като съдържат фрагменти от металната и силикатна фаза, образувани още при диференциацията на родителското тяло. Те съдържат доказателства за предишно съществуване на една или повече остатъчни стопилки в тях. Възможно е материалът, който ги съставя, да се е образувал след топене и диференциация на техните основни астероиди, и вероятно произхожда от границата между никел-желязното метално ядро и заобикалящата я силикатна мантия. Носят името на немския изследовател Петер Симон Палас, който открива 700-килограмовото Паласово желязо, първият представител на класа Паласити, без да подозира космическия му произход.

## Произход
Как са се образували паласитите все още е въпрос на спор, който продължава и днес. Според по-разпространената версия те са формирани в множество родителски тела при повтаряеми процеси в Слънчевата система. Това се доказва от минералните и текстурни сходства между тях и разликите между изотопните им и микроелементни съставки. Образуват се в астероидите, на границата между металното им ядро и силикатната мантия около него. Това ги прави близки с железните метеорити, които се образуват от ядрото. Освен това, показват химични, елементни и изотопни тенденции, които ги свързват с някои от групите железни метеорити. Всичко това води до извода, че е вероятно произходът им да е от едно общо родителско тяло. Най-вероятни свързани с тях метеорити са железните, принадлежащи към IIIB група.
Друга теория оспорва първата на базата на изследвания на топлинните истории на 28 члена от най-голямата, главна група на паласитите. Според нея мястото им на образуване не е зоната мантия-ядро, а са се формирали при удари с големи тела в Слънчевата система. Учени от университета в Масачузетс, Амхърст колеж и университета в Хавай доказват, че те са се охлаждали с различни скорости от 2,5 до 20 °K на милион години. Тези скорости са много по-ниски от скоростите на охлаждане на железните метеорити от IIIAB група (50 – 350 °K на милион години) и следователно не могат да произхождат от едно и също родителско тяло, противно на широко разпространеното мнение. Паласитите от главната група, подобно на няколко от групите железни метеорити, изглежда са се охладили в обекти, образувани след като първоначалните диференцирани тела са били разцепени чрез сблъсъци с по-големи обекти. Трудно е да се докаже връзка между паласитите и железните IIIAB с тяхната много по-дълга възраст на излагане на космическите лъчи. Освен това паласитите със заоблени оливинови зърна нямат възможност да останат горещи за по-дълги периоди за да се закръглят, ако всички са се образували на границата ядро-мантия. Някои паласити имат високи концентрации на редкоземни елементи във фосфатите си. Това предполага, че някога са съдържали малки количества остатъчна силикатна магма, която е трябвало да бъде концентрирана близо до кората, а не до ядрото.
Доскоро се е смятало, че железните и каменно-железните метеорити са продукти от многобройни сблъсъци между диференцирани астероиди с диаметър 5 – 200 километра и по-малки тела, движещи се със свръхскорост, които ги унищожават в продължение на много милиарди години. Проучването на паласитите от основната група и железните IIIAB, IVA и IVB показва, че техните диференцирани родителски тела са били по-големи и са били разрушени, когато ядрата им са все още частично разтопени – през първите 5 – 20 милиона години от историята на Слънчевата система. Тези сблъсъци създават метални тела с диаметър ~ 100 – 300 км, обвити с по-малко от няколко километра силикатна мантия (за железните метеорити) и оливин-метални тела с диаметър няколкостотин километра (за паласитите). Оригиналните диференцирани тела не са били унищожени от по-малки, а от сблъсъци с по-големи тела, когато в Слънчевата система съществува изобилие от тях. Тези тела може да са възникнали не в астероидния пояс, а на 1 – 2 астрономически единици от Земята. Според тази теория паласитите, железните метеорити и техните родителски астероиди представляват следи от огромна група различни тела с насилствена история на ранно ударно въздействие.

## Състав и текстура
Паласитите се състоят предимно от смеси от оливин и никел-желязо с допълнителни троилит, хромит и различни фосфатни минерали. Като обемно съдържание са изградени от около 65 % оливин, 30 % никел-желязо, а останалите 5 % са заети от хромит, троилит и фосфати. В Ийгъл стейшън и още 7 други паласита фосфатите са обогатени с тежки елементи и имат относително ниски концентрации на редкоземни. Това съответства на кристализацията на фосфатите от изчерпана от европий хондритна течност. Малко вероятно е тя да се е случила близо до границата между мантията и ядрото на родителско тяло, тъй като фосфатите са фази на късната кристализация. Това предполага, че някои паласити може да произхождат от области, намиращи се много по-близо до повърхността на астероида. В няколко от паласитите се среща нов вариант на оливина – фосфоран оливин, който съдържа 4 – 5 тегловни % Р2О5. Осреднено паласитите съдържат 65 обемни % оливин и 50,5 тегловни % общо желязо.
Обикновено силикатите в паласитите са представени от големи кристали оливин, които често имат качествата на скъпоценни камъни. Това ги прави едни от най-красивите и търсени метеорити от колекционери и бижутери. Цветът им може да бъде жълт, златист, а в някои случаи – зелен. Първичните оливинови кристали са закръглени, а ъгловатите екземпляри са вторични, вероятно образувани при удар върху астероида от друго тяло. Широко разпространени са включванията във вид на вени или жили.
Структурата и съставът на метала в паласитите прилича на този в железните метеорити. Големите региони, свободни от оливин, развиват модел на видманщетенова структура от ориентирани камаситни плочи, тъй като монокристалният, съдържащ фосфор тенит, бавно се е охлаждал. В повечето паласити оливините обикновено са разположени само на няколко милиметра един от друг, така че тенитът е поликристален и ориентираните камаситни плочи са неравномерно разпределени.
Паласитите са кумулати с текстури, наподобяващи земните кумулати – скали, образувани при гравитационно утаяване на кристали в стопилка. Приличат на тях и по наличието на оливин и хромит. Освен това съществуват много доказателства за преживяна деформация, настъпила докато паласитите са били още дълбоко заровени под повърхността. Тя е довела до образуване на начални сферични оливинови зърна, включително и на удължени, заоблени форми. Стопилката, образувана от троилит и камасит, прилича на евтектична. Евтектична е стопилката, съставена от смес от вещества с фиксирани пропорции, която се топи и втвърдява при температура, по-ниска от точките на топене на отделните съставки. В нея се инжектират и улавят парчета от раздробени оливин и шрайберзит. Резултат от деформацията е и поликристалността на троилита.
В седем от паласитите са открити вътрешни пироксенови, сплетени израстъци с изключително ниско съдържание на калций (< 0,1 - 0,2 тегловни %). Те са характерни за хондритите и повечето железни метеорити, но при паласитите се срещат за първи път.

## Класификация
Значителните разлики в състава на кислородните изотопи, които не могат да бъдат свързани помежду си чрез масово фракциониране, водят до извода за произход от множество родителски тела. Тези тела илюстрират изобилието от планетезимали, произвеждащи паласити в ранната Слънчева система, като за източници са приети поне пет отделни обекта, представени от различните групи или отделни паласити. Те потвърждават, че паласитният материал често се получава след частично или пълно топене на примитивните им мантии. За разтопените планетезимали паласитовият материал може да представлява стандартният, предпоследен продукт от диференциацията – разделянето на ядро и мантия и крайното равновесие между метали и силикати. Паласитите са разделени на 4 отделни групи:

### Главна група паласити (PMG)
Това е основната група паласити, която съдържа най-много членове. До 4 септември 2021 г. откритите и наименувани паласити от този вид са 60. Около 90 – 95% от тях имат сходен състав и предполагаемо произхождат от едно тяло, а останалите вероятно са получени от няколко допълнителни астероида.
Паласитите от тази група съдържат богати на магнезий оливинови кристали, разпръснати в никел-желязната матрица. Обемното съотношение на оливин към метал е приблизително 2:1. Размерите на оливиновите кристали варират в границите 0,5 – 2 см. Между тях и матрицата често се срещат допълнителни минерали като троилит, шрайбрезит и хромит. Химическият състав на метала в паласитите и железните метеорити е сходен, но повечето паласити от тази група съдържат много малко иридий и други елементи, които са по-стабилни при твърд метал, отколкото при течен.
Около 15 – 20% от паласитите от групата показват доста различни текстури, състоящи се от заоблени кристали на оливин с общи граници на зърната, които приличат на тези в метаморфизираните скали. Тъй като зоните с малки оливинови зърна с ъгловата форма показват микроскопични текстури, е направен изводът, че закръглените текстури са резултат от граничната миграция на зърната при високи температури. Паласитите с големи заоблени оливинови зърна са прекарали по-дълго време при високи температури, когато металът е бил частично разтопен, отколкото тези с големи ъгловати оливини.

### Ийгъл стейшън (Eagle Station) (PES)
Тази група е кръстена на паласит, намерен през 1880 г. в близост до гара Ийгъл, Кентъки. Той е химически аномален в сравнение с други паласити – има високо съдържание на никел, германий и иридий в метала и високо съдържание на фаялит (разновидност на оливина с високо съдържание на желязо) в силикатите.
Групата се състои само от 5 члена – Ийгъл стейшън (Eagle Station), Колд бей (Cold Bay), Itzawisis, Караванное Oued Bourdim 001. В сравнение с паласитите от главната група, те се различават с по-високото си съдържание на Ni, Ge, Ir, Co, Re, Pt и Cu и по-ниско от As, Au и Ga в метала, както и с по-високо си съдържание на Fe в силикатите. Всички съдържат силно фрагментирани оливинови кристали, смесени с малки, неправилни оливинови отломки в никел-желязната матрица. Оливинът е изключително богат на желязо, а металът има по-високо съдържание на никел, отколкото във всички други паласити. В състава им присъстват още троилит, шрайбрезит и хромит. Разпръснатите в металната матрица оливинови кристали са ъгловати, силно фрагментирани, с размери около сантиметър. Смесени са с остри, неправилни оливинови парченца с размери под милиметър.

### Пироксенови паласити
Това също е малка група от богати на пироксен паласити, която се състои само от три члена – Ямато 8451 (Y8451), Вермилион и Шото (Choteau). И трите съдържат минимални количества клинопироксени, които се срещат като включвания в кристалите на оливина. Освен това може да присъстват или като едри зърна в никел-желязната матрица, или като минерални зърна на границата с оливина. Всички членове на групата съдържат пироксен, хромит и мерилит.
Първоначално групата е създадена само за Вермилион и Ямато 8451, които съдържат незначителни количества пироксен – около 1 – 3% от обема си.  Шото е открит през 2011 г. в Монтана, САЩ и е добавен към групата. Обемно Вермилион се състои от около 86% никел-желязо и 14% силикати. Силикатите са разпръснати във вид на ленти с ширина до 1,5 cm в металната матрица. Ямато 8451 е текстурно подобен на паласитите от главната група и се състои от никел-желязо, закръглени до ъгловати оливинови зърна с размери до 1 см, пироксен, хромит и мерилит. Шото е съставен предимно от метал (камасит с беден на никел тенит) и големи ъгловати зърна от оливин. Допълнително съдържа пиротин, шрайберзит, мерилит, хромит и ортопироксен.

### Негрупирани паласити
Останалите паласити са уникални и не могат да бъдат причислени към някоя от установените групи. До 4 септември 2021 г. в групата са включени 9 представителя.
Такива например е паласитът Спрингуотър, открити на няколко части през 1931 г. в Саскачеван, Канада. Характеризира се с изобилие от малки, заоблени оливинови кристали, пръснати в разгрупирана никел-желязна матрица. За него също се предполага възникване в отделно родителско тяло. Друг известен член на групата е Glorieta Mountain, намерен след 1884 г. в Ню Мексико, САЩ. Неговите фрагменти показват елементни и изотопни състави, подобни на тези в железните метеорити от IIICD група, което и за тях предполага възможно общо родителско тяло.
Някои членове на негрупираните паласити – Зиндер (46 гр – Нигер,1999), Милтън (2,04 кг – Мисури, САЩ, 2000), NWA 1911 (53,1 гр – Северозападна Африка, 2003), NWA 1006 (606 гр – Северозападна Африка, 2015), Лос Виентос 263 (4,88 кг – Антофагаста, Чили, 2018) Hassi el Biod 002 (10 кг – Уаргла, Алжир, 2021)